# Ameridion bridgesi
Ameridion bridgesi là một loài nhện trong họ Theridiidae.
Loài này thuộc chi Ameridion. Ameridion bridgesi được Herbert Walter Levi miêu tả năm 1959.